# Аннениекская волость
Аннениекская волость (латыш. Annenieku pagasts) — одна из территориальных единиц Добельского края. Находится на границе Лиелауцских холмов и Спарненской волновой равнины Восточно-Курземской возвышенности.
Граничит с Добельской, Аурской, Наудитской, Зебренской, Ильской и Бикстской волостями своего края, а также с Яунпилсской и Джукстской волостями Тукумского края.
Наиболее крупные населённые пункты Аннениекской волости: Какениеки (волостной центр), Аннениеки, Аусатас, Берзупе, Люкас, Слагуне.
По территории волости протекают реки: Балжня, Берзе, Бикступе, Грауздупе.
Наивысшая точка: Пастару калнс (121 м).
Национальный состав: 57,8 % — латыши, 25,6 % — русские, 4,7 % — литовцы, 4,5 % — белорусы, 2,7 % — поляки, 2,6 % — украинцы.
Волость пересекают автомобильные дороги Рига — Лиепая, Елгава — Аннениеки, Аннениеки — Слагуне и железнодорожная линия Елгава — Лиепая (железнодорожная станция Берзупе).

## История
В письменных источниках волость, как самостоятельная административно-территориальная единица, впервые упоминается в 1836 году. Нынешнее название — с 1920 года.
В 1935 году территория Аннениекской волости составляла 72,3 км², на ней проживало 1365 человек.
В 1945 году в Аннениенкской волости Туккумского уезда были образованы Аннениенкский и Слагунский сельские советы. В 1949 году произошла отмена волостного деления и Аннениенский сельсовет входил в состав Добельского района.
В 1958 году к Аннениенскому сельсовету был присоединён колхоз «Варпа» Наудитского сельсовета. В 1963 году — территория совхоза «Какениеки» Бикстского сельсовета.
В 1990 году Аннениенский сельсовет был реорганизован в волость. В 2009 году, по окончании латвийской административно-территориальной реформы, Аннениенская волость вошла в состав Добельского края.
В 2007 году в волости находилось 4 экономически активных предприятия, 439 частных хозяйства, Аннениекская основная школа, Берзупская специальная школа-интернат, детское дошкольно-образовательное учреждение «Риекстиньш». библиотека, дом культуры, спортивный центр «Какениеки», амбулатория, 2 почтовых отделения.

## Известные уроженцы и жители
- Август Эрнест Мисиньш (1863—1940) — российский и латвийский военачальник, генерал-майор Российской армии, командир Латышской стрелковой дивизии
- Валдемар Тоне (1892—1958) — латвийский художник